# Campeonato do Mundo de Polo de 1989
O Campeonato do Mundo de Polo de 1989 foi a segunda edição do maior torneio de polo do mundo, disputado em Berlim, na Alemanha em agosto de 1989. O torneio foi vencido pelos Estados Unidos, que conquistou o seu primeiro título. Este evento reuniu oito equipes de todo o mundo e teve como sede o Maifeld Stadium.

## Qualificação
8 vagas foram oferecidas para o torneio, a Argentina, por ser a atual campeã, e a Alemanha, por ser sede, não participaram dos torneios qualificatórios.
|                 | América do Norte e Central         | América do Sul                                           | Europa                    | África, Ásia e Oceania |
| --------------- | ---------------------------------- | -------------------------------------------------------- | ------------------------- | ---------------------- |
| Sede do torneio | Flórida, Estados Unidos            | Round robin                                              | Deauville, França         | Sydney, Austrália      |
| Participantes   | - Canadá - Estados Unidos - México | - Brasil - Chile - Colômbia - Peru - Uruguai - Venezuela | - França - Itália - Suíça | - Austrália - Malásia  |
| Qualificados    | - Estados Unidos                   | - Chile                                                  | - França - Suíça          | - Austrália            |

A última vaga para o Campeonato do Mundo foi oferecida à Inglaterra por meio de wildcard.

## Final
| Agosto, 1989 | Estados Unidos | 7 – 6 | Inglaterra | Maifeld Stadium, Berlim Ocidental |
|              |                |       |            |                                   |

|  | Julio Arellano   |
|  | John Wigdahl     |
|  | Charles Bostwick |
|  | Horton Schwartz  |

| Alex Brodie   |
| William Lucas |
| James Lucas   |
| Jason Dixon   |

## Classificação Final
| Posição | Equipa         | Elenco                                                              |
| ------- | -------------- | ------------------------------------------------------------------- |
| 1       | Estados Unidos | Julio Arellano, John Wigdahl, Charles Bostwick, Horton Schwartz     |
| 2       | Inglaterra     | Alex Brodie, William Lucas, James Lucas, Jason Dixon                |
| 3       | Argentina      | Javier Tanoira, Simon De Iriondo, Guillermo Kemp, Matias MacDonough |
| 4       | Chile          | Carlos Rabat, Felipe Iturrate, Rodrigo Vial, Samuel Larrain         |
| 5       | Suíça          | Mario Zindel, Diego Pando, Rafael Pando, Reto Gaudenzi              |
| 6       | Alemanha       | Jo Schneider, Gerhard Holter, Michael Keuper, Alexander Schwarz     |
| 7       | França         | Eric Mayer, Eric Bourhis, Jean de Ganay, Yvan Guillermin            |
| 8       | Austrália      | James Ashton, Tim Boyd, John Tait, David Austin                     |